# Semiothisa cacularia
Semiothisa cacularia är en fjärilsart som beskrevs av Charles Oberthür 1891. Semiothisa cacularia ingår i släktet Semiothisa och familjen mätare. Inga underarter finns listade i Catalogue of Life.